# Michlbach
Michlbach – dawny obszar wolny administracyjnie (gemeindefreies Gebiet) w Niemczech w kraju związkowym Bawaria, w rejencji Górny Palatynat, w regionie Oberpfalz-Nord, w powiecie Neustadt an der Waldnaab. Obszar był niezamieszkany.
1 sierpnia 2013 obszar został rozwiązany, a jego teren podzielony pomiędzy miasto Vohenstrauß (0,77 km²) oraz gminę zbiorową Moosbach (0,64 km²).